# TXNDC9
La proteína 9 que contiene el dominio de tiorredoxina es una proteína que en humanos está codificada por el gen TXNDC9 . Disminuye significativamente la actividad ATPasa del complejo chaperonina TCP1, por lo que afecta negativamente al plegamiento de proteínas, incluido el de actina o tubulina.
La proteína codificada por este gen es miembro de la familia de las tiorredoxinas. Se desconoce la función exacta de esta proteína, pero está asociada con la diferenciación celular.